# Torneo WTA de Stuttgart 2014
El Porsche Tennis Grand Prix de 2014 es un torneo de tenis jugado en canchas de arcilla bajo techo. Se trata de la 37.ª edición del Porsche Tennis Grand Prix, y fue parte de los torneos Premier de la WTA Tour de 2014. Tendrá lugar en el Porsche Arena de Stuttgart , Alemania, del 21 al 27 de abril de  2014.

## Cabezas de serie

### Individual
| Tenista             | Ranking | Preclasificada |
| Agnieszka Radwańska | 3       | 1              |
| Simona Halep        | 5       | 2              |
| Petra Kvitová       | 6       | 3              |
| Angelique Kerber    | 7       | 4              |
| Jelena Janković     | 8       | 5              |
| María Sharápova     | 9       | 6              |
| Dominika Cibulková  | 10      | 7              |
| Sara Errani         | 11      | 8              |

### Dobles
| Tenista                          | Ranking | Preclasificada |
| Sara Errani Roberta Vinci        | 10      | 1              |
| Květa Peschke Katarina Srebotnik | 17      | 2              |
| Andrea Hlaváčková Lucie Hradecká | 34      | 3              |
| Julia Görges Anna-Lena Grönefeld | 43      | 4              |

## Campeonas

### Individuales femeninos
María Sharápova venció a  Ana Ivanović por 3-6, 6-4, 6-1

### Dobles femenino
Sara Errani  /  Roberta Vinci vencieron a  Cara Black /  Sania Mirza por 6-2, 6-3